# Estado de carga
O estado de carga (comumente abreviado por SOC, do inglês state of charge) é um indicador da quantidade de bateria utilizável restante, utilizada em veículos elétricos, híbridos, além de smartphones, laptops, dentre muitos outros aparelhos eletrônicos. Pode-se fazer uma analogia com o marcador de combustível em automóveis, onde 100% simboliza carga completa e 0%, sem carga. Uma forma alternativa de medição é a profundidade de descarga (depth of discharge, DOD), que é o inverso de SOC (0% = carga completa, 100% = sem carga). SOC é normalmente utilizada para medir a atual situação da carga de uma bateria em uso, e DOD o seu estado e vida útil após o decorrer de vários ciclos de carga.

## Determinando o estado de carga
O estado de carga pode ser definido como o quociente da quantidade de carga útil (carga que uma bateria possui no momento até seu estado de descarregamento completo) pela sua capacidade útil (carga máxima que uma bateria pode oferecer em seu estado de total carregamento). Já que, fisicamente, a carga útil nunca é maior que a capacidade útil, os valores do estado de carga decimais serão sempre maiores ou iguais a zero e menores ou iguais a 1, sendo estes normalmente expressados em forma de porcentagem.
Normalmente, o estado de carga não pode ser medido diretamente e com exatidão, mas pode ser estimado com uma certa precisão a partir de diferentes métodos, também dependendo da química empregada nas células da bateria. No geral, existem cinco principais métodos para se determinar o estado de carga de uma bateria:
- Tensão da bateria
- Contagem de Coulomb
- Método químico
- Filtro de Kalman
- Pressão

### Tensão da bateria
Neste método, a tensão medida nos terminais da bateria pode ser convertida para o seu estado de carga, tendo um diagrama de carga x tensão com valores conhecidos. No entanto, como a tensão de uma bateria também varia conforme a corrente elétrica e sua temperatura (graças à cinética eletroquímica que ocorre na bateria), os valores podem variar erroneamente. Um fator de correção que leva em consideração a corrente e a temperatura da bateria pode ser acrescentado para que esse método seja mais preciso.
Como uma bateria tem como principal objetivo o fornecimento constante e estável de tensão independentemente do seu estado de carga e outras variáveis, esse método é mais difícil de ser aplicado.

### Contagem de Coulomb
A contagem de Coulomb (do inglês Coulomb-counting), também conhecida por método da integração de corrente, consiste em medir a corrente de entrada (carregamento) e saída (descarregamento) de uma bateria e integrá-la em função do tempo. Esse método funciona especialmente bem com baterias de íons de Lítio, já que estas possuem baixa taxa de auto-descarga e alta eficiência energética. Porém, uma das desvantagens desse método é a perda de precisão a longo prazo e falta de um ponto de referência. Por esse motivo, o estado de carga pode ser recalibrado para 100% sempre que o carregador determinar que a bateria atingiu seu carregamento completo (utilizando os outros métodos descritos).

### Método químico
Este método funciona apenas com baterias que oferecem acesso à sua solução eletrolítica, tais como baterias de chumbo-ácido não seladas. O peso específico e o pH da solução se alteram conforme o estado de carga da bateria.
Densímetros podem ser utilizados para calcular o peso específico da solução da bateria. Depois, com um diagrama com valores de peso específico x carga conhecidos, encontra-se o estado de carga. O mesmo se equivale ao uso de um medidor de pH.

### Filtro de Kalman
O filtro de Kalman pode ser aplicado com a combinação dos métodos de tensão e contagem de Coulomb. A bateria pode ser modelada com um modelo elétrico que o filtro de Kalman usará para prever a sobretensão, devido à corrente. Em combinação com a contagem de Coulomb, pode-se fazer uma estimativa precisa do estado de carga.

### Pressão da bateria
Algumas baterias de NiHM têm um rápido ganho de pressão quando a bateria está totalmente carregada. Por causa dessa propriedade, um interruptor de pressão pode ser utilizado para indicar que a bateria está completamente carregada.